# 610

## Esdeveniments
- L'idioma oficial de l'Imperi Romà d'Orient passa a ser el grec.
- Els serbis arriben als Balcans.
- Abril: Gundemar succeeix a Viteric (assassinat) com a rei dels Visigots.

## Necrològiques
- Abril: Viteric, rei visigot d'Hispània
- Flavi Focas, emperador romà d'Orient